# Hans Griepentrog (Sänger)
Hans Griepentrog (* 1968 in Münster) ist ein deutscher Musiker und Opernsänger (Bass).

## Leben
Griepentrog ist der Sohn des Malers Hans Griepentrog.
Der Bassist begann seine Ausbildung an der Westfälischen Schule für Musik in Münster und führte sein Studium an der Freiburger, Kölner (Hans Sotin) und Mannheimer (Rudolf Piernay) Musikhochschule fort.
Mit 28 Jahren debütierte er am Regensburger Theater als Sarastro in der Zauberflöte von Mozart. Danach arbeitete er während des Studiums an der Musikhochschule Mannheim im Rahmen von Gastverträgen u. a. am Städtebundtheater Hof und am Anhaltischen Theater Dessau. Von 2007 bis 2010 sang er an der Deutschen Oper Berlin, wo er u. a. als Sprecher in der Zauberflöte, Joe in Weills Aufstieg und Fall der Stadt Mahagonny, König in Verdis Aida und Titurel in Wagners Parsifal auf der Bühne stand. Im Jahre 2002 debütierte Hans Griepentrog bei den Bayreuther Festspielen als Meister Schwarz in Die Meistersinger von Nürnberg und Edler in Lohengrin.
Von 2000 bis 2005 war er Ensemblemitglied am Theater Bielefeld, wo er u. a. die Partie des Rocco in Beethovens Fidelio, des Alfonso in Mozarts Così fan tutte, des Raimondo in Donizettis Lucia di Lammermoor und des Daland in Wagners Der fliegende Holländer sang. Nach 2005 arbeitete Griepentrog als freischaffender Sänger u. a. am Theater Kiel, dem Staatstheater Darmstadt und dem Grand Théâtre de Genève.
Griepentrog unterrichtet in Berlin an der städtischen Hans-Werner-Henze-Musikschule und als Privatlehrer Gesang.
2011 gründete Griepentrog die Konzertreihe „Berliner Orgelpower“, bei der jedes Jahr Organisten in verschiedenen Kirchen in Berlin ein Konzert spielen. Die Berliner Orgelpower ist seit 2017 auch ein Musiklabel.